# Gran Premi dels Estats Units del 2003

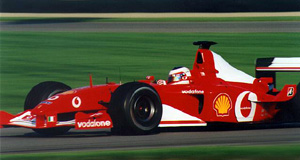
Imatge de Rubens Barrichello durant la cursa de 2003.

Resultats del Gran Premi dels Estats Units de Fórmula 1 de la temporada 2003, disputat al circuit de Indianàpolis el 28 de setembre del 2003.

## Resultats de la cursa
| Pos | No | Pilot                 | Equip              | Voltes | Temps/ Retir.  | Pos. de sort. | Punts |
| --- | -- | --------------------- | ------------------ | ------ | -------------- | ------------- | ----- |
| 1   | 1  | Michael Schumacher    | Ferrari            | 73     | 1h 33' 35. 997 | 7             | 10    |
| 2   | 6  | Kimi Räikkönen        | McLaren - Mercedes | 73     | + 18.258 s     | 1             | 8     |
| 3   | 10 | Heinz-Harald Frentzen | Sauber - Petronas  | 73     | + 37.964 s     | 15            | 6     |
| 4   | 7  | Jarno Trulli          | Renault            | 73     | + 48.329 s     | 10            | 5     |
| 5   | 9  | Nick Heidfeld         | Sauber - Petronas  | 73     | + 56.403 s     | 13            | 4     |
| 6   | 3  | Juan Pablo Montoya    | Williams - BMW     | 72     | + 1 Volta      | 4             | 3     |
| 7   | 11 | Giancarlo Fisichella  | Jordan - Ford      | 72     | + 1 Volta      | 17            | 2     |
| 8   | 15 | Justin Wilson         | Jaguar - Cosworth  | 71     | + 2 Voltes     | 16            | 1     |
| 9   | 21 | Cristiano da Matta    | Toyota             | 71     | + 2 Voltes     | 9             |       |
| 10  | 19 | Jos Verstappen        | Minardi - Cosworth | 69     | + 4 Voltes     | 19            |       |
| 11  | 18 | Nicolas Kiesa         | Minardi - Cosworth | 69     | + 4 Voltes     | 20            |       |
| Ret | 16 | Jacques Villeneuve    | BAR - Honda        | 63     | Motor          | 12            |       |
| Ret | 12 | Ralph Firman          | Jordan - Ford      | 48     | Virolla        | 18            |       |
| Ret | 5  | David Coulthard       | McLaren - Mercedes | 45     | Caixa canvi    | 8             |       |
| Ret | 8  | Fernando Alonso       | Renault            | 44     | Motor          | 6             |       |
| Ret | 17 | Jenson Button         | BAR - Honda        | 41     | Motor          | 11            |       |
| Ret | 20 | Olivier Panis         | Toyota             | 27     | Virolla        | 3             |       |
| Ret | 14 | Mark Webber           | Jaguar - Cosworth  | 21     | Virolla        | 14            |       |
| Ret | 4  | Ralf Schumacher       | Williams - BMW     | 21     | Virolla        | 5             |       |
| Ret | 2  | Rubens Barrichello    | Ferrari            | 2      | Accident       | 2             |       |

## Altres
- Pole: Kimi Räikkönen 1' 11. 670

- Volta ràpida: Michael Schumacher 1' 11. 473 (a la volta 13)